# Intonatione del nono tono

Intonatione del Nono Tono es una pieza instrumental, generalmente para órgano compuesta en 1593 por el compositor italiano Giovanni Gabrieli. Se trata de una pieza introductoria que da paso a una composición mucho mayor que además fue considerada la gran obra maestra de este compositor: Sacrae Symphoniae, pieza vocal con acompañamiento instrumental.
Intonatione del Nono Tono se caracteriza por el empleo del bajo continuo, técnica propia del periodo barroco que consiste en una línea independiente de bajo que recorre toda la pieza y sobre la que se basan las armonías que pueden estar o no cifradas. Este recurso forma parte de las transformaciones texturales llevadas a cabo durante el siglo XVII en Italia. 
Otra de las novedades musicales que tiene lugar en Italia en este periodo es  el cambio de timbre. La transformación tímbrica que se produce a través de los instrumentos concertados, es decir, puestos de acuerdo entre las voces y los instrumentos, algo que podemos identificar en el conjunto total de la obra cuando escuchamos secciones marcadas por el coro y el órgano.
En total encontramos doce piezas que se agrupan bajo el término Intonationi d'Organo, todas ellas caracterizadas por el empleo reiterado re recursos propios de la música barroca.